# Sebastes kawaradae
Sebastes kawaradae är en fiskart som först beskrevs av Matsubara, 1934.  Sebastes kawaradae ingår i släktet Sebastes och familjen kungsfiskar. Inga underarter finns listade i Catalogue of Life.